# PGC 1770636
LEDA/PGC 1770636 ist eine Elliptische Galaxie vom Hubble-Typ E1 im Sternbild Bärenhüter am Nordsternhimmel. Sie ist schätzungsweise 517 Millionen Lichtjahre von der Milchstraße entfernt. Im selben Himmelsareal befinden sich u. a. die Galaxien NGC 5594, IC 4405, IC 4418, IC 4423.